# Брадипное

Брадипное

Брадипное — патологічне ураження дихання, яке характеризується рідкими вдохами і видихами, розвивається при зниженні збудливості дихального центру або при пригніченні його функції. Брадипное означає уповільнення частоти дихання, ніж зазвичай. Для більшості дорослих ця повільна частота буде нижче 12 вдихів на хвилину протягом більше двох хвилин. Однак цей рівень може відрізнятися залежно від вікової групи пацієнта, рівня активності та загального стану здоров'я.

## Етіологія
Брадіпное може бути викликане:
- Підвищенням внутрішньочерепного тиску (пухлина головного мозку, менінгіт, крововилив у мозок, набряк мозку);
- Впливом на дихальний центр накопичених у значних кількостях у крові токсичних продуктів метаболізму (уремія, печінкова або діабетична кома, деякі гострі інфекційні захворювання та отруєння).

## Симптоми
Симптоми брадипное схожі на симптоми кисневої недостатності. До них належать:
- Відчуття непритомності, запаморочення або запаморочення;
- Головний біль;
- Спантеличеність;
- Слабкість;
- Погана координація рухів;
- Біль у грудях;
- Хронічна втома;
- Проблеми з пам'яттю.

У деяких випадках патологія може призвести до таких ускладнень, як гіпоксемія, респіраторний ацидоз або повна дихальна недостатність.

## Дивитись також
- Дихання
- Тахіпное